# هرایر هوهانسیان (سیاستمدار)
هرایر آوتیسی هوهانیسان (Հրայր Ավետիսի Հովհաննիսյան؛ زادهٔ ۲۵ ژوئیهٔ ۱۹۳۱) یک سیاستمدار اهل ارمنستان است که از تاریخ مه ۱۹۹۳ تا ژوئیه ۱۹۹۳ در دولت هراند باگراتیان سمت وزیر انرژی و سوخت ارمنستان و از تاریخ ۱۹۹۹ تا تاریخ ۲۰۰۰ در دولت وازگن سارگسیان و دولت آرام سارگسیان سمت وزیر توسعه شهری ارمنستان را برعهده داشت.

## زندگی‌نامه
در ۲۵ ژوئیهٔ ۱۹۳۱ در روستای هوونی، شهرستان آخوریان (استان شیراک کنونی) به دنیا آمد و از دانشگاه پلی‌تکنیک ارمنستان فارغ‌التحصیل شد. وی همچنین برنده نشان پرچم سرخ کار، نشان برجسته افتخار، مدال به مناسبت یکصدمین سالگرد تولد ولادیمیر ایلیچ لنین، شجاعت کار و نشان پیش‌کسوت کار شده است.